# Bruce Golding
Pour les articles homonymes, voir Golding.
Orette Bruce Golding est un homme d'État jamaïcain, né le 5 décembre 1947 à Chapelton dans la paroisse de Clarendon. Golding est président du Parti travailliste de Jamaïque et Premier ministre de la Jamaïque du 11 septembre 2007 au 23 octobre 2011.

## Biographie
Orette Bruce Golding est né le 5 décembre 1947. Son père, Tacius Golding (en), était un militant politique, qui fut député de 1949 à 1972. Bruce Golding fit ses études secondaires en Jamaïque avant d'intégrer l'Université des Indes occidentales en 1966, d'où il sort titulaire d'un Baccalauréat universitaire en sciences en Économie en 1969. C'est à cette période qu'il a son premier engagement politique sérieux, puisqu'il dirige la campagne de son père lors des élections de 1967. En 1968, il est désigné vice-président de la section du Parti travailliste de Jamaïque de la circonscription de  West St. Catherine, celle de son père.
En 1969, il se présente pour la première fois lors d'une élection législative partielle, mais il perd et c'est lors des Élections législatives de 1972 qu'il est élu pour la première fois comme député de la circonscription de son père, mais il ne parvient pas à conserver son siège lors des Élections législatives de 1976. En parallèle à sa carrière d'élu, il s'investit dans la direction du Parti travailliste de Jamaïque dont il devient le secrétaire général en 1974. À partir de 1977, il se consacre presque entièrement à ses tâches militantes et il est nommé au Sénat. Cet investissement est l'une des clés de la victoire du JLP lors des  Élections législatives de 1980. Il devient alors Ministre de la Construction dans le gouvernement d'Edward Seaga.
En 1983, il est élu représentant de la circonscription South Central St. Catherine à l'occasion d'une élection partielle. Le 30 septembre 1984, Bruce Golding est élu président du Parti travailliste de Jamaïque après avoir été son secrétaire général pendant plus de dix ans.
Après la défaite du JLP lors des élections de 1989, des tensions commencent à apparaitre entre Golding et Edward Seaga qui reste en réalité le chef incontesté du parti. Ces tensions aboutissent au départ de Golding qui va fonder le Mouvement national démocratique (NDM) en novembre 1995 dont il devient le président. Après deux tentatives infructueuses d'être élu sous les couleurs du NDM qui n'obtient aucun siège aux élections de 1997 ni de 2002, il revient à la tête du JLP en 2005 pour remplacer Edward Seaga. C'est sous sa direction que le parti remporte enfin les élections de 2007 et Bruce Golding devient le huitième Premier ministre de la Jamaïque le 11 septembre 2007 en remplacement de Portia Simpson-Miller.
En 2010, il promet d'écraser les gangs et mettre en place des programmes sociaux pour remplacer leur pouvoir. Il lance encore de grandes opérations de police, mais ne parvient pas à sortir la majorité de la population de la pauvreté.
En mars 2010, un député de l'opposition l'interroge sur un contrat avec le cabinet américain Manatt, Phelps & Phillips (en) qui aurait pour but de faire une action de lobbying auprès du gouvernement américain pour surseoir à l'extradition du trafiquant de drogue Christopher «Dudus» Coke  Selon la chaîne ABC, il est accusé en mai 2010 d'être un complice du parrain de la drogue, Christopher «Dudus» Coke.
Il proclame en mai 2010 l'état d'exception, durant un mois, dans la capitale, afin de parvenir à l'arrestation de Christopher «Dudus» Coke. Les États-Unis exigent l'extradition de ce dernier, tandis que des gangs de Kingston déclenchent des émeutes pour empêcher son arrestation.
En avril 2011, Bruce Golding déclare que « la Jamaïque devrait rompre ses liens avec la monarchie britannique et devenir une république ». S’exprimant lors d’un débat budgétaire, Golding déclare également que « transformer la Jamaïque d’un État monarchique en un État républicain ne signifie aucun manque de respect et ne doit pas être interprété de cette façon ».
Sous la pression de membres de son parti qui veulent assainir l'image du JLP face à une opposition qui demande son départ, il finit par annoncer qu'il ne se représentera pas à l'élection comme chef du parti. C'est son ministre de l’Éducation, Andrew Holness qui le remplace à la tête du JLP et devient le neuvième Premier ministre de la Jamaïque.